# San Miguel (Jiménez)
Pour les articles homonymes, voir San Miguel.
San Miguel est l'une des huit paroisses civiles de la municipalité de Jiménez dans l'État de Lara au Venezuela. Sa capitale est San Miguel.

## Géographie

### Démographie
Hormis sa capitale San Miguel, la paroisse civile comporte plusieurs localités, dont :
- Cantarrana
- La Libertad
- Las Tablas
- Paso del Río
- San Miguel
- Volcancito